# Адміністративний літак

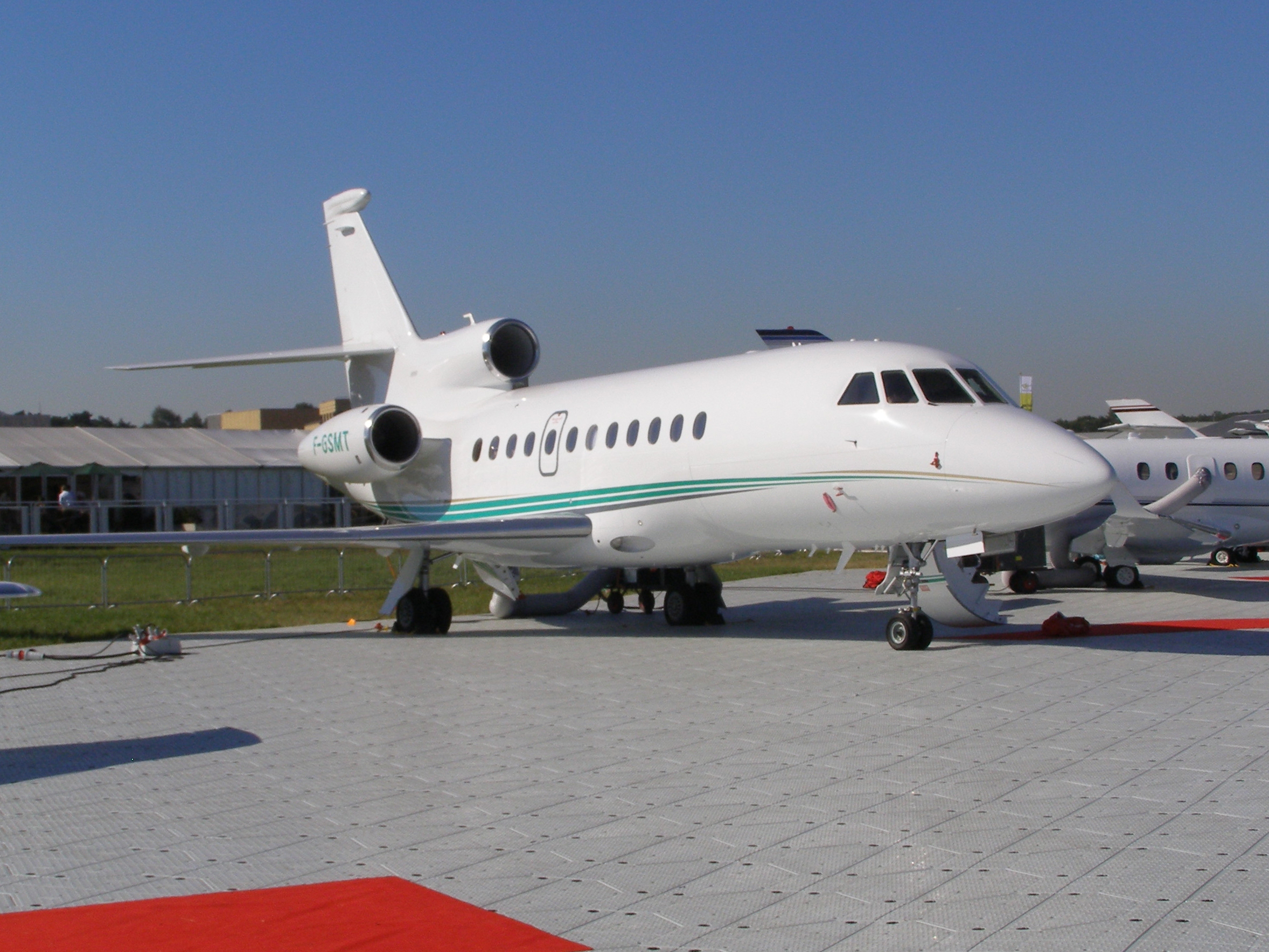
Бізнес-джет Dassault Falcon 900

Адміністративний літак (бізнес-літак, бізнес-джет) — літак, призначений для польотів обмеженого кола пасажирів у будь-яких напрямках без офіційного розкладу за потребою. Використовуються державними структурами, компаніями або приватними особами. Належить до авіації загального призначення.
Зазвичай, адміністративні літаки — це малі, рідше середні, за розміром літаки. Більшість бізнес-джетів мають пасажиромісткість від 6 до 20 осіб.
Вважається, що першим серійним адміністративним літаком був Lockheed JetStar, який спочатку розроблявся для потреб ВПС США. Але потім почав відпускатися і цивільним користувачам: компаніям та приватним особам.